# Гліб Юрійович (князь турівський)
Гліб Юрійович Турівський (помер 17 березня 1195) — князь дубровицький у 1182–1190, князь турівський у 1190–1195.

## Життєпис
Син Юрія Ярославича Турівського й Анни Всеволодівни, городенської княжни.
Отримав Дубровицьку волость у 1182. У 1190 почав правити Турівсько-Пінським князівством. У 1189 одружився з донькою Ростислава Мстиславича.
Помер 17 березня 1195. Був похований в церкві св. Михайла Золотоверхого монастиря, збудованій за Святополка II Ізяславича.

## Вшанування пам'яті
У місті Дубровиця є вулиця Князя Гліба Дубровицького.